# 大石真弘
大石 真弘（おおいし まさひろ、1973年7月7日 - ）は、元NHKの職員で、元アナウンサー。

## 人物
- 山形県立山形南高等学校、早稲田大学商学部を経て、同大学大学院経済学研究科修士課程修了後、2000年入局。
- NHKの職員のころには、アナウンサーとして活躍する一方で、ディレクターとしても活動しており、大きな実績を残していた。
  - 沖縄戦について制作したドキュメンタリーが、NHKを代表して、文化庁芸術祭や石橋湛山ジャーナリズム賞に出品されたという。[1]
- 2021年6月29日にNHKを退職し、自ら設立した『株式会社メディアR』の代表取締役に就任。その後は、番組制作のディレクターとして放送の裏側を支えている。[1]
- 好きな食べ物はカレーライス、ラーメン、沖縄そば。高校時代はラグビー部所属。[2]

## NHK時代の出演番組

### 沖縄放送局
- 沖縄のニュース
- うちにおいでよ!（タレント山田力也とのコンビで出演）
- あなじま!（司会）

### 千葉放送局
- ゆうどきネットワーク（中継・企画リポート）

### 福岡放送局
- おはようサタデー九州沖縄

### 鹿児島放送局
- かごしま熱風録
- 鹿児島のニュース

### 大阪放送局
- 関西のニュース（不定期）
  - ニュース845～関西のニュースと気象情報～
- 岡山のニュース（2018年7月の平成30年7月豪雨発生時の応援要員）
- うまいッ!「大粒！甘い！ 枝豆～大阪 八尾市～」（地元応援団・2019年7月15日）

## 同期のアナウンサー
- 安部みちこ
- 池田耕一郎
- 糸井羊司
- 稲塚貴一
- 小山径
- 近藤泰郎
- 斉藤孝信
- 柴田拓
- 髙橋康輔
- 田中洋行
- 千野秀和
- 塚原愛
- 平野哲史
- 別井敬之
- 星野圭介
- 本田俊介
- 望月啓太
- 横井健吉